# Kill Theory
Kill Theory er en gyserthriller fra 2009 instrueret af Kelly C Pallmer. Den blev udgivet den 23. januar i USA som en del af After dark Horrorfest.

## Cast
- Don McManus som Dr. Karl Truftin
- Ryanne Duzich som Amber
- Teddy Dunn som Brent
- Daniel Franzese som Freddy
- Agnes Bruckner som Jennifer
- Patrick Flueger som Michael
- Steffi Wickens som Nicole
- Theo Rossi som Carlos
- Taryn Manning som Alex
- Kevin Gage som Killer